# Francesinha
Francesinha je druh sendviče pocházející z portugalské kuchyně. Vznikl úpravou francouzského receptu na croque monsieur, jeho název znamená „malá Francouzka“ a odkazuje na přitažlivost francouzských žen.
Legenda klade původ pokrmu do období poloostrovní války. Poprvé je však jeho příprava spolehlivě doložena až v padesátých letech 20. století, kdy sendvič připravoval v restauraci Regaleira v Portu Daniel David da Silva, který se vrátil do vlasti po dlouhém pobytu ve Francii.
Francesinha obsahuje plátky bílého chleba, mezi něž se vloží šunka, pečené hovězí maso a portugalské uzeniny linguiça a chipolata. Nahoru se dá plátek sýra a sendvič se zapeče, někdy se přidává také volské oko. Francesinha se podává na talíři přelitá speciální omáčkou z piva, rajčat, hořčice a papriček piri piri a jí se příborem, obvyklou přílohou jsou hranolky>. Existují obměny základního receptu, do nichž se používá rybí maso, krevety, zelenina nebo houby, omáčka se také může vylepšit přidáním brandy. Ve městě Póvoa de Varzim vznikla lokální varianta zvaná francesinha poveira, která má podobu plněné bagety a prodává se na plážích jako občerstvení do ruky.
Francesinha byla cestovatelským magazínem Condé Nast Traveler zařazena mezi nejchutnější sendviče na světě.